# (1,1'-ビス(ジフェニルホスフィノ)フェロセン)ジクロロパラジウム(II)
[1,1'-ビス(ジフェニルホスフィノ)フェロセン]ジクロロパラジウム(II)（英語: [1,1'-bis(diphenylphosphino)ferrocene]dichloropalladium(II)）は、二座配位子の1,1'-ビス(ジフェニルホスフィノ)フェロセンを持つパラジウム錯体で、[(DPPF)PdCl2]と略される。
市販されているが、dppfを適切な塩化パラジウム(II)のニトリル錯体と反応させることによって合成することができる。
DPPF + PdCl2(RCN)2 → (DPPF)PdCl2 + 2 RCN (RCN = CH3CN または C6H5CN)
この化合物は、バックワルド・ハートウィッグアミノ化やハロゲン化アリールの還元的ホモカップリング反応など、パラジウム触媒カップリング反応によく用いられる。

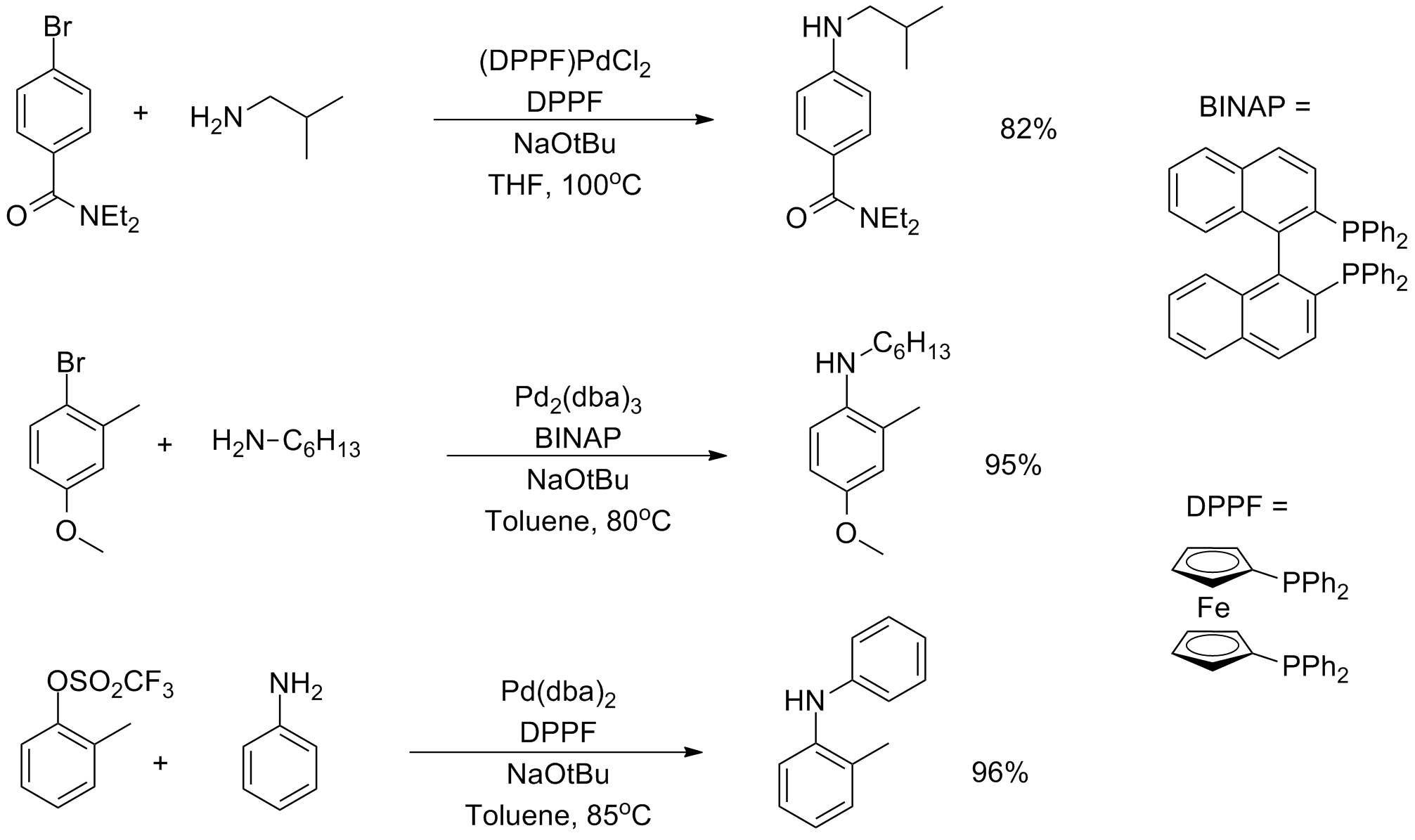
(DPPF)PdCl2を含む第二世代触媒を用いたバックワルド・ハートウィッグアミノ化の例。